# Bonan Dolok II (Balige)
Bonan Dolok II is een bestuurslaag in het regentschap Toba Samosir van de provincie Noord-Sumatra, Indonesië. Bonan Dolok II telt 184 inwoners (volkstelling 2010).